# Championnat sud-américain de football de 1956
Navigation
Chili 1955 Pérou 1957
Le Championnat sud-américain de football de 1956 est la vingt-quatrième édition du championnat sud-américain de football des nations, connu comme la Copa América depuis 1975, qui a eu lieu à Montevideo en Uruguay du 21 janvier au 15 février 1956.
Les pays participants sont l'Argentine, le Brésil, le Chili, le Paraguay, le Pérou et l'Uruguay.

## Résultats

### Classement final
Les six équipes participantes sont réunies au sein d'une poule unique où chaque formation rencontre une fois ses adversaires. À l'issue des rencontres, l'équipe classée première remporte la compétition.
|   | Équipe    | Pts | J | G | N | P | BP | BC | Diff |
| - | --------- | --- | - | - | - | - | -- | -- | ---- |
| 1 | Uruguay   | 9   | 5 | 4 | 1 | 0 | 9  | 3  | +6   |
| 2 | Chili     | 6   | 5 | 3 | 0 | 2 | 11 | 8  | +3   |
| 3 | Argentine | 6   | 5 | 3 | 0 | 2 | 5  | 3  | +2   |
| 4 | Brésil    | 6   | 5 | 2 | 2 | 1 | 4  | 5  | -1   |
| 5 | Paraguay  | 2   | 5 | 0 | 2 | 3 | 3  | 8  | -5   |
| 6 | Pérou     | 1   | 5 | 0 | 1 | 4 | 6  | 11 | -5   |

| 21 janvier  | Uruguay   | 4 | 2 | Paraguay  |
| 22 janvier  | Argentine | 2 | 1 | Pérou     |
| 24 janvier  | Chili     | 4 | 1 | Brésil    |
| 28 janvier  | Uruguay   | 2 | 0 | Pérou     |
| 29 janvier  | Brésil    | 0 | 0 | Paraguay  |
| 29 janvier  | Argentine | 2 | 0 | Chili     |
| 1er février | Brésil    | 2 | 1 | Pérou     |
| 1er février | Argentine | 1 | 0 | Paraguay  |
| 5 février   | Paraguay  | 1 | 1 | Pérou     |
| 5 février   | Brésil    | 1 | 0 | Argentine |
| 6 février   | Uruguay   | 2 | 1 | Chili     |
| 9 février   | Chili     | 4 | 3 | Pérou     |
| 10 février  | Uruguay   | 0 | 0 | Brésil    |
| 12 février  | Chili     | 2 | 0 | Paraguay  |
| 15 février  | Uruguay   | 1 | 0 | Argentine |

### Matchs
| 21 janvier 1956 | Uruguay                                    | 4 – 2 | Paraguay              | Stade Centenario (Montevideo)                      |                                                    |
| | Míguez 12e · Escalada 25e, 32e · Roque 65e | (3 - 0) | Rolón 64e · Gómez 89e | Spectateurs : 55 000 Arbitrage : Juan Regis Brozzi | Spectateurs : 55 000 Arbitrage : Juan Regis Brozzi |
| Maceiras - Martínez, Leopardi ( 72e Brazionis) - Rodríguez Andrade, Carranza, Miramontes - Borges, Ambrois, Míguez ( 66e Demarco), Escalada, Roque | Équipes                                    | Benítez - Maciel ( Arévalo), Benítez Casco - Villalba, Hermosilla, Leguizamón - González, Rolón, Gómez, Cañete, Torres |                       | Spectateurs : 55 000 Arbitrage : Juan Regis Brozzi | Spectateurs : 55 000 Arbitrage : Juan Regis Brozzi |

| 22 janvier 1956 | Argentine              | 2 – 1 | Pérou     | Stade Centenario (Montevideo)                         |                                                       |
| | Sívori 43e · Vairo 51e | (1 - 0) | Drago 56e | Spectateurs : 16 000 Arbitrage : Washington Rodríguez | Spectateurs : 16 000 Arbitrage : Washington Rodríguez |
| Musimessi - Dellacha, Vairo - Lombardo, Mouriño, Gutiérrez - Micheli ( 83e Pentrelli), Sívori, Bonelli ( 78e Loiácono), Labruna, Cucchiaroni | Équipes                | Zegarra - Delgado, Salas - Lazón, Calderón, Heredia - F. Castillo, Drago, Loret de Mola ( Terry), Mosquera, Gómez Sánchez |           | Spectateurs : 16 000 Arbitrage : Washington Rodríguez | Spectateurs : 16 000 Arbitrage : Washington Rodríguez |

| 24 janvier 1956                                                                                              | Chili                                           | 4 – 1 | Brésil       | Stade Centenario (Montevideo)                      |                                                    |
| | Hormazábal 8e, 83e · Meléndez 65e · Sánchez 71e | (1 - 1) | Maurinho 38e | Spectateurs : 18 000 Arbitrage : Juan Regis Brozzi | Spectateurs : 18 000 Arbitrage : Juan Regis Brozzi |
| Escuti - Almeida, Álvarez - Cortés, Cubillos, Carrasco - Hormazábal, Meléndez, Ramírez Banda, Muñoz, Sánchez | Équipes                                         | Gilmar - Djalma Santos, Mauro - Alfredo Ramos, Zito, Julião - Del Vecchio ( Baltazar), Alvaro, Jair, Canhoteiro, Maurinho ( Néstor) |              | Spectateurs : 18 000 Arbitrage : Juan Regis Brozzi | Spectateurs : 18 000 Arbitrage : Juan Regis Brozzi |

| 28 janvier 1956 | Uruguay                   | 2 – 0 | Pérou | Stade Centenario (Montevideo)                       |                                                     |
| | Escalada 42e · Míguez 73e | (1 - 0) |       | Spectateurs : 70 000 Arbitrage : Cayetano de Nicola | Spectateurs : 70 000 Arbitrage : Cayetano de Nicola |
| Maceiras - Martínez, Brazionis - Rodríguez Andrade, Carranza ( 85e Auscarriaga), Manghini - Borges ( 87e Pírez), Ambrois, Míguez, Escalada, Roque | Équipes                   | Zegarra - Delgado, Salas - Lazón, Calderón, Heredia ( Gutiérrez) - F. Castillo, Barbadillo ( Drago), R. Castillo, Mosquera ( Loret de Mola), Seminario |       | Spectateurs : 70 000 Arbitrage : Cayetano de Nicola | Spectateurs : 70 000 Arbitrage : Cayetano de Nicola |

| 29 janvier 1956 | Brésil  | 0 – 0 | Paraguay | Stade Centenario (Montevideo)                      |                                                    |
| |         | (0 - 0) |          | Spectateurs : 45 000 Arbitrage : Sergio Bustamante | Spectateurs : 45 000 Arbitrage : Sergio Bustamante |
| Gilmar - Djalma Santos, De Sordi - Formiga, Roberto Belangero, Alfredo Ramos - Del Vecchio ( Baltazar), Alvaro, Jair ( Luizinho), Maurinho, Néstor | Équipes | Caballero - Maciel, Benítez Casco - Villalba, Hermosilla, Leguizamón - González, Gómez, Lugo, Osorio ( Rolón), Cabrera ( Cañete) |          | Spectateurs : 45 000 Arbitrage : Sergio Bustamante | Spectateurs : 45 000 Arbitrage : Sergio Bustamante |

| 29 janvier 1956 | Argentine       | 2 – 0 | Chili | Stade Centenario (Montevideo)                          |                                                        |
| | Labruna 9e, 79e | (1 - 0) |       | Spectateurs : 45 000 Arbitrage : João Baptista Laurito | Spectateurs : 45 000 Arbitrage : João Baptista Laurito |
| Musimessi - Colman, Vairo - Lombardo, Varacka ( 46e Mouriño), Gutiérrez - Micheli, Sívori ( 65e Cecconatto), Loiácono ( 46e Bonelli), Labruna, Cucchiaroni ( 75e) | Équipes         | Escuti - Almeida, Álvarez - Cortés, Cubillos, Carrasco - Hormazábal, Meléndez, Ramírez Banda, Muñoz, Sánchez |       | Spectateurs : 45 000 Arbitrage : João Baptista Laurito | Spectateurs : 45 000 Arbitrage : João Baptista Laurito |

| 1er février 1956 | Brésil                   | 2 – 1 | Pérou     | Stade Centenario (Montevideo)                         |                                                       |
| | Alvaro 10e · Zezinho 80e | (1 - 1) | Drago 42e | Spectateurs : 20 000 Arbitrage : Washington Rodríguez | Spectateurs : 20 000 Arbitrage : Washington Rodríguez |
| Gilmar - Djalma Santos, De Sordi - Formiga, Roberto Belangero, Alfredo Ramos - Baltazar, Alvaro ( Zezinho), Luizinho, Canhoteiro, Néstor ( Maurinho) | Équipes                  | Zegarra - Delgado, Salas ( Andrade) - Lazón, Calderón ( Colunga), Gutiérrez - F. Castillo, Barbadillo, Drago, R. Castillo, Seminario ( Villalba) |           | Spectateurs : 20 000 Arbitrage : Washington Rodríguez | Spectateurs : 20 000 Arbitrage : Washington Rodríguez |

| 1er février 1956 | Argentine      | 1 – 0 | Paraguay | Stade Centenario (Montevideo)                          |                                                        |
| | Cecconatto 54e | (0 - 0) |          | Spectateurs : 20 000 Arbitrage : João Baptista Laurito | Spectateurs : 20 000 Arbitrage : João Baptista Laurito |
| Musimessi - Colman, Vairo - Lombardo, Mouriño, Gutiérrez - Micheli ( 46e Pentrelli), Cecconatto ( 75e Grillo), Bonelli, Labruna, Cucchiaroni | Équipes        | Caballero - Maciel, Benítez Casco - Villalba, Hermosilla, Vega - González, Jara Saguier, Romero, Gómez ( Rolón), Cañete |          | Spectateurs : 20 000 Arbitrage : João Baptista Laurito | Spectateurs : 20 000 Arbitrage : João Baptista Laurito |

| 5 février 1956 | Paraguay  | 1 – 1 | Pérou       | Stade Centenario (Montevideo)                      |                                                    |
| | Rolón 76e | (0 - 0) | Andrade 61e | Spectateurs : 25 000 Arbitrage : Juan Regis Brozzi | Spectateurs : 25 000 Arbitrage : Juan Regis Brozzi |
| Caballero - Ricardo, Benítez Casco - Villalba, Echagüe ( Hermosilla), Vega ( Leguizamón) - González, Jara Saguier ( Rolón), Romero, Gómez, Cañete | Équipes   | Zegarra - Delgado, Andrade - Lazón, Calderón, Gutiérrez - F. Castillo, Drago, R. Castillo ( Terry), Mosquera, Gómez Sánchez |             | Spectateurs : 25 000 Arbitrage : Juan Regis Brozzi | Spectateurs : 25 000 Arbitrage : Juan Regis Brozzi |

| 5 février 1956 | Brésil       | 1 – 0 | Argentine | Stade Centenario (Montevideo)                         |                                                       |
| | Luizinho 88e | (0 - 0) |           | Spectateurs : 25 000 Arbitrage : Washington Rodríguez | Spectateurs : 25 000 Arbitrage : Washington Rodríguez |
| Gilmar - Djalma Santos, De Sordi - Formiga, Roberto Belangero, Alfredo Ramos - Maurinho, Del Vecchio ( Alvaro), Luizinho, Canhoteiro, Zezinho | Équipes      | Musimessi - Colman ( 42e García Pérez), Vairo - Lombardo, Mouriño, Gutiérrez - Pentrelli, Cecconatto, Grillo, Labruna ( 79e Sívori), Cucchiaroni |           | Spectateurs : 25 000 Arbitrage : Washington Rodríguez | Spectateurs : 25 000 Arbitrage : Washington Rodríguez |

| 6 février 1956 | Uruguay                 | 2 – 1 | Chili             | Stade Centenario (Montevideo)                      |                                                    |
| | Míguez 12e · Borges 58e | (1 - 0) | Ramírez Banda 59e | Spectateurs : 60 000 Arbitrage : Juan Regis Brozzi | Spectateurs : 60 000 Arbitrage : Juan Regis Brozzi |
| Maceiras - Martínez, Brazionis - Rodríguez Andrade, Carranza, Manghini - Borges, Ambrois, Míguez, Melgarejo, Roque | Équipes                 | Escuti - Almeida, Álvarez - Cortés, Cubillos, Carrasco - Hormazábal, Meléndez, Ramírez Banda ( Fernández), Muñoz, Sánchez |                   | Spectateurs : 60 000 Arbitrage : Juan Regis Brozzi | Spectateurs : 60 000 Arbitrage : Juan Regis Brozzi |

| 9 février 1956 | Chili                                                    | 4 – 3 | Pérou                                              | Stade Centenario (Montevideo)                     |                                                   |
| | Hormazábal 15e · Muñoz 34e · Fernández 70e · Sánchez 86e | (2 - 1) | F. Castillo 22e · Mosquera 57e · Gómez Sánchez 80e | Spectateurs : 5 000 Arbitrage : Juan Regis Brozzi | Spectateurs : 5 000 Arbitrage : Juan Regis Brozzi |
| C. Espinoza - Almeida, Álvarez ( Goity) - Cortés, Cubillos, Carrasco - Hormazábal, S. Espinoza ( Fernández), Ramírez Banda, Muñoz, Sánchez | Équipes                                                  | Zegarra - Delgado, Salas ( Andrade) - Lazón, Calderón, Heredia ( Gutiérrez) - F. Castillo, Drago, Loret de Mola ( R. Castillo), Mosquera, Gómez Sánchez |                                                    | Spectateurs : 5 000 Arbitrage : Juan Regis Brozzi | Spectateurs : 5 000 Arbitrage : Juan Regis Brozzi |

| 10 février 1956 | Uruguay | 0 – 0 | Brésil | Stade Centenario (Montevideo)                      |                                                    |
| |         | (0 - 0) |        | Spectateurs : 80 000 Arbitrage : Juan Regis Brozzi | Spectateurs : 80 000 Arbitrage : Juan Regis Brozzi |
| Maceiras - Martínez, Brazionis - Rodríguez Andrade, Carranza, Miramontes - Borges, Ambrois, Míguez, Melgarejo ( 72e Demarco), Roque | Équipes | Gilmar - Djalma Santos, De Sordi - Formiga, Roberto Belangero, Alfredo Ramos - Maurinho, Del Vecchio ( Baltazar), Luizinho, Canhoteiro, Zezinho |        | Spectateurs : 80 000 Arbitrage : Juan Regis Brozzi | Spectateurs : 80 000 Arbitrage : Juan Regis Brozzi |

| 12 février 1956 | Chili                              | 2 – 0 | Paraguay | Stade Centenario (Montevideo)                        |                                                      |
| | Hormazábal 41e · Ramírez Banda 51e | (1 - 0) |          | Spectateurs : 4 000 Arbitrage : Washington Rodríguez | Spectateurs : 4 000 Arbitrage : Washington Rodríguez |
| C. Espinoza - Almeida, Álvarez - Cortés, Cubillos, Carrasco - Hormazábal, Meléndez, Ramírez Banda, Muñoz ( Fernández), Sánchez | Équipes                            | Caballero ( Benítez) - Ricardo, Benítez Casco - Villalba, Echagüe, Leguizamón ( Vega) - González, Jara Saguier ( Rolón), Romero, Gómez, Cañete |          | Spectateurs : 4 000 Arbitrage : Washington Rodríguez | Spectateurs : 4 000 Arbitrage : Washington Rodríguez |

| 15 février 1956 | Uruguay     | 1 – 0                                                                                                   | Argentine | Stade Centenario (Montevideo)                       |                                                     |
| | Ambrois 23e | (1 - 0)                                                                                                 |           | Spectateurs : 80 000 Arbitrage : Cayetano de Nicola | Spectateurs : 80 000 Arbitrage : Cayetano de Nicola |
| Maceiras - Martínez, Brazionis - Rodríguez Andrade, Carranza, Miramontes - Borges ( 71e Pírez), Ambrois, Míguez, Escalada ( 75e Auscarriaga), Roque | Équipes     | Musimessi - Dellacha, Vairo - Lombardo, Mouriño, Gutiérrez - Pentrelli, Sívori, Grillo, Labruna, Zárate |           | Spectateurs : 80 000 Arbitrage : Cayetano de Nicola | Spectateurs : 80 000 Arbitrage : Cayetano de Nicola |

| Championnat sud-américain de football de 1956 - Vainqueur Uruguay 9e titre |

## Meilleurs buteurs
4 buts
- Enrique Hormazábal

3 buts
- Guillermo Escalada
- Oscar Míguez